# Hoffmaneuma exiguum
Hoffmaneuma exiguum är en mångfotingart som beskrevs av Sergei I. Golovatch 1978. Hoffmaneuma exiguum ingår i släktet Hoffmaneuma och familjen Hoffmaneumatidae. Inga underarter finns listade i Catalogue of Life.